# Parafia Matki Bożej Wspomożenia Wiernych w Kolbuszowej Górnej
Parafia Matki Bożej Wspomożenia Wiernych w Kolbuszowej Górnej − parafia rzymskokatolicka znajdująca się w diecezji rzeszowskiej w dekanacie kolbuszowskim wschodnim. Parafię erygowano 1 stycznia 1991 roku.